# Billbergia incarnata
Billbergia incarnata là một loài thực vật có hoa trong họ Bromeliaceae. Loài này được (Ruiz & Pav.) Schult. & Schult.f. mô tả khoa học đầu tiên năm 1830.